# 2024 a filmművészetben
2024 a filmművészetben a 2024-es év fontosabb filmes eseményeit tartalmazza az alábbiak szerint:

## Sikerfilmek
Forrás: Box Office Mojo, 2024 Worldwide Box Office
| #   | Cím                              | Forgalmazó           | Bevétel              | Megjelenés   |
| --- | -------------------------------- | -------------------- | -------------------- | ------------ |
| 1.  | Agymanók 2.                      | Pixar                | 1 698 772 985 dollár | június 14.   |
| 2.  | Deadpool & Rozsomák              | Walt Disney Pictures | 1 338 073 645 dollár | július 26.   |
| 3.  | Vaiana 2.                        | Walt Disney Pictures | 1 050 224 044 dollár | november 27  |
| 4.  | Gru 4.                           | Universal Pictures   | 970 946 614 dollár   | július 3.    |
| 5.  | Wicked                           | Universal Pictures   | 728 107 830 dollár   | november 22. |
| 6.  | Dűne: Második rész               | Warner Bros.         | 714 444 358 dollár   | március 1.   |
| 7.  | Mufasa: Az oroszlánkirály        | Walt Disney Pictures | 698 689 183 dollár   | december 20. |
| 8.  | Godzilla x Kong: Az új birodalom | Warner Bros.         | 571 750 016 dollár   | március 29.  |
| 9.  | Kung Fu Panda 4.                 | Universal Pictures   | 547 689 492 dollár   | március 8.   |
| 10. | Sonic, a sündisznó 3.            | Paramount Pictures   | 483 289 000 dollár   | december 20. |

### Sikerfilmek Magyarországon
Forrás: Box Office Mojo, Hungary Yearly Box Office
| #   | Cím                            | Forgalmazó         | Bevétel          | Megjelenés    |
| --- | ------------------------------ | ------------------ | ---------------- | ------------- |
| 1.  | Deadpool & Rozsomák            | Fórum Hungary      | 3 881 713 dollár | július 25.    |
| 2.  | Agymanók 2.                    | Fórum Hungary      | 3 703 686 dollár | június 13.    |
| 3.  | Gru 4.                         | UIP-Dunafilm       | 3 188 059 dollár | július 4.     |
| 4.  | Dűne: Második rész             | InterCom Zrt.      | 2 890 860 dollár | február 29.   |
| 5.  | Imádlak utálni                 | InterCom Zrt.      | 2 287 213 dollár | január 18.    |
| 6.  | Bad Boys – Mindent vagy többet | InterCom Zrt.      | 1 869 964 dollár | június 6.     |
| 7.  | Venom – Az utolsó menet        | InterCom Zrt.      | 1 567 761 dollár | október 24.   |
| 8.  | A méhész                       | Fórum Hungary      | 1 492 257 dollár | január 11.    |
| 9.  | Futni mentem                   | Vertigo Média Kft. | 1 407 325 dollár | november 21.  |
| 10. | Alien: Romulus                 | Fórum Hungary      | 1 162 679 dollár | augusztus 15. |

## Filmbemutatók Magyarországon

### Január
| Dátum | Magyar cím                       | Eredeti cím                           | Filmstúdió               | Rendező                             | Főszereplők |
| ----- | -------------------------------- | ------------------------------------- | ------------------------ | ----------------------------------- | --- |
| 4.    | A fiú és a szürke gém            | Kimitacsi va Dó Ikiru ka              | Toho                     | Mijazaki Hajao                      | Szantoki Szoma, Szuda Maszaki, Aimjon, Kimura Josino, Hino Sóhei, Sibaszaki Ko, Kimura Takuja                                        |
| 4.    | A megoldások könyve              | Le livre des solutions                | Partizan                 | Michel Gondry                       | Pierre Niney, Blanche Gardin, Frankie Wallach, Camille Rutherford, Françoise Lebrun                                                  |
| 4.    | Harold Fry valószínűtlen utazása | The Unlikely Pilgrimage of Harold Fry | Entertainment One        | Hettie MacDonald                    | Jim Broadbent, Penelope Wilton, Joseph Mydell, Linda Bassett, Earl Cave                                                              |
| 4.    | Nem halok meg                    | –                                     | Mozinet                  | Dér Asia                            | Einspach Gábor |
| 4.    | Vadászidény                      | Chasse gardée                         | Curiosa Films            | Frédéric Forestier, Antonin Fourlon | Didier Bourdon, Hakim Jemili, Camille Lou, Thierry Lhermitte, Chantal Ladesou, Isabelle Candelier                                    |
| 11.   | A méhész                         | The Beekeeper                         | Miramax                  | David Ayer                          | Jason Statham, Emmy Raver-Lampman, Josh Hutcherson, Bobby Naderi, Minnie Driver, Phylicia Rashad, Jeremy Irons                       |
| 11.   | Club Zero                        | Club Zero                             | BAC Films                | Jessica Hausner                     | Mia Wasikowska, Mathieu Demy, Elsa Zylberstein, Amir El-Masry, Sidse Babett Knudsen                                                  |
| 11.   | Előző életek                     | Past Lives                            | A24                      | Celine Song                         | Greta Lee, John Magaro, Teo Yoo, Cshö Vonjong (Choi Won-young ), Jojo T. Gibbs                                                       |
| 11.   | Éjszakai merülés                 | Night Swim                            | Universal Pictures       | Bryce McGuire                       | Wyatt Russell, Kerry Condon, Amélie Hoeferle, Gavin Warren, Nancy Lenehan                                                            |
| 18.   | A káosz ura                      | Lord of Misrule                       | Riverstone Pictures      | William Brent Bell                  | Tuppence Middleton, Ralph Ineson, Matt Stokoe, Rosalind March, Anton Valensi                                                         |
| 18.   | Hatalom                          | –                                     |                          | Prikler Mátyás                      | Hajdu Szabolcs, Jan Kačer, Kormos Mihály, Mokos Attila, Bandor Éva, Lucia Kasová                                                     |
| 18.   | Imádlak utálni                   | Anyone But You                        | Sony Pictures Releasing  | Will Gluck                          | Sydney Sweeney, Glen Powell, Alexandra Shipp, GaTa, Hadley Robinson, Michelle Hurd, Dermot Mulroney, Darren Barnet, Rachel Griffiths |
| 18.   | Lassie – Állati mentőakció       | Lassie - Ein neues Abenteuer          | Leonine Studios          | Hanno Olderdissen                   | Katharina Schüttler, Justus von Dohnányi, Dennis Mojen, Annette Frier, Priscilla Wittman                                             |
| 18.   | Álmaid hőse                      | Leonine Studios                       | A24                      | Kristoffer Borgli                   | Nicolas Cage, Julianne Nicholson, Michael Cera, Tim Meadows, Dylan Gelula, Dylan Baker                                               |
| 25.   | A szabadság hangja               | Sound of Freedom                      | Angel Studios            | Alejandro Monteverde                | James Caviezel, Mira Sorvino, Bill Camp, Eduardo Verástegui, Javier Godino                                                           |
| 25.   | A szenvedély íze                 | La passion de Dodin Bouffant          | Curiosa Films            | Trần Anh Hùng                       | Juliette Binoche, Benoît Magimel, Emmanuel Salinger, Patrick d'Assumçao, Galatéa Bellugi                                             |
| 25.   | Elrabolták                       | Rapito                                | 01 Distribution          | Marco Bellocchio                    | Enea Sala, Leonardo Maltese, Paolo Pierobon, Fausto Russo Alesi, Barbara Ronchi                                                      |
| 25.   | Szegény párák                    | Poor Things                           | Searchlight Pictures     | Jórgosz Lánthimosz                  | Emma Stone, Mark Ruffalo, Willem Dafoe, Ramy Youssef, Christopher Abbott, Jerrod Carmichael                                          |
| 25.   | Villám Charlie                   | Fast Charlie                          | Vertical Entertainment   | Phillip Noyce                       | Pierce Brosnan, Morena Baccarin, Gbenga Akinnagbe, Toby Huss, Jacob Grodnik, Sharon Gless, James Caan                                |
| 25.   | Csábító leckék                   | Miller’s Girl                         | Lions Gate Entertainment | Jade Halley Bartlett                | Martin Freeman, Jenna Ortega, Dagmara Domińczyk, Bashir Salahuddin, Gideon Adlon                                                     |

### Február
| Dátum | Magyar cím                                      | Eredeti cím                                 | Filmstúdió                       | Rendező                                 | Főszereplők |
| ----- | ----------------------------------------------- | ------------------------------------------- | -------------------------------- | --------------------------------------- | --- |
| 1.    | A fattyú                                        | Bastarden                                   | Nordisk Film Distribution A/S    | Nikolaj Arcel                           | Mads Mikkelsen, Amanda Collin, Simon Bennebjerg, Melina Hagberg, Kristine Kujath Thorp |
| 1.    | Argylle: A szuperkém                            | Argylle                                     | Universal Pictures               | Matthew Vaughn                          | Henry Cavill, Bryce Dallas Howard, Sam Rockwell, Catherine O’Hara, Dua Lipa, Ariana DeBose, Bryan Cranston, John Cena, Samuel L. Jackson |
| 1.    | Priscilla                                       | Priscilla                                   | A24                              | Sofia Coppola                           | Cailee Spaeny, Jacob Elordi, Dagmara Domińczyk, Ari Cohen, Tim Post |
| 1.    | Smoke Sauna Sisterhood                          | Smoke Sauna Sisterhood                      | Alexandra Film                   | Anna Hints                              | – |
| 8.    | Emma és a fekete jaguár                         | Le Dernier Jaguar                           | StudioCanal                      | Gilles de Maistre                       | Emily Bett Rickards, Lumi Pollack, Wayne Charles Baker, Paul Greene, Kelly Hope Taylor |
| 8.    | Keskeny út a boldogság felé                     | –                                           | First Hand Films                 | Oláh Kata                               | – |
| 8.    | Lisa Frankenstein                               | Lisa Frankenstein                           | Focus Features                   | Zelda Williams                          | Kathryn Newton, Cole Sprouse, Liza Soberano, Henry Eikenberry, Joe Chrest, Carla Gugino |
| 8.    | Négy nővér                                      | Les filles d’Olfa                           | Red Sea Film Festival Foundation | Kaouther Ben Hania                      | – |
| 8.    | Árni                                            | –                                           | Cirko Film                       | Vermes Dorka                            | Turi Péter, Spolarics Andrea, Gyöngyösi Zoltán, Kovács Botond, Koppány Zoltán, Gellért Dorottya |
| 15.   | Érdekvédelmi terület                            | The Zone of Interest                        | A24                              | Jonathan Glazer                         | Christian Friedel, Sandra Hüller, Ralph Herforth, Johann Karthaus, Luis Noah Witte |
| 15.   | Egy élet                                        | One Life                                    | Warner Bros. Pictures            | James Hawes                             | Anthony Hopkins, Helena Bonham Carter, Johnny Flynn, Lena Olin, Romola Garai, Alex Sharp, Jonathan Pryce |
| 15.   | Legeslegjobb barátok                            | The Inseparables                            | nWave Pictures                   | Jérémie Degruson                        | Monica Young, Danny Fehsenfeld, Donte Paris, Olivier Paris, Dakota West |
| 15.   | Madame Web                                      | Madame Web                                  | Sony Pictures Releasing          | S. J. Clarkson                          | Dakota Johnson, Sydney Sweeney, Celeste O’Connor, Isabela Merced, Tahar Rahim |
| 15.   | Nyersanyag                                      | –                                           | Vertigo Média Kft.               | Boross Martin                           | Dér Zsolt, Pál András, Mészáros Blanka, Baki Dániel, Tankó Erika, Szabó Stefi |
| 15.   | És a király így szólt: Milyen csodás szerkezet! | And the King Said, What a Fantastic Machine | Fidalgo                          | Axel Danielson, Maximilien Van Aertryck | – |
| 22.   | A dohánypajta                                   | Secaderos                                   | Begin Again Films                | Rocío Mesa                              | Adar Mar Lupiañez, Vera Centenera, Tamara Arias |
| 22.   | Bob Marley: One Love                            | Bob Marley: One Love                        | Paramount Pictures               | Reinaldo Marcus Green                   | Kingsley Ben-Adir, Lashana Lynch, James Norton, Jesse Cilio, Sevana |
| 22.   | Kutya és macska                                 | Chien et chat                               | Gaumont Production               | Reem Kherici                            | Franck Dubosc, Reem Kherici, Philippe Lacheau, Inès Reg, Artus |
| 22.   | Lefkovicsék gyászolnak                          | –                                           | Mozinet                          | Breier Ádám                             | Bezerédi Zoltán, Szabó Kimmel Tamás, Máhr Ági, Leo Gagel, Kardos Róbert, Török András |
| 22.   | Tökéletes napok                                 | Perfect Days                                | DCM                              | Wim Wenders                             | Jakuso Kódzsi, Emoto Tokio, Nakano Arisza, Jamada Aio, Aszó Jumi |
| 22.   | Tűzvörös égbolt                                 | Roter himmel                                | The Match Factory GmbH           | Christian Petzold                       | Thomas Schubert, Paula Beer, Langston Uibel, Enno Trebs, Matthias Brandt |
| 22.   | Áldozat                                         | Obet                                        | Bontonfilm                       | Michal Blaško                           | Vita Smachelyuk, Gleb Kuchuk, Igor Chmela, Viktor Zavadil, Inna Zhulina |
| 29.   | Bálnák, a bolygó őrei                           | Les gardiennes de la planète                | Pan Distribution                 | Jean-Albert Lièvre                      | Jean Dujardin (narrátor) |
| 29.   | Dűne: Második rész                              | Dune: Part Two                              | Warner Bros. Pictures            | Denis Villeneuve                        | Timothée Chalamet, Zendaya, Rebecca Ferguson, Josh Brolin, Austin Butler, Florence Pugh, Dave Bautista, Christopher Walken, Tim Blake Nelson, Stephen McKinley Henderson, Léa Seydoux, Stellan Skarsgård, Charlotte Rampling, Javier Bardem |
| 29.   | Téli szünet                                     | The Holdovers                               | Focus Features                   | Alexander Payne                         | Paul Giamatti, Da’Vine Joy Randolph, Dominic Sessa, Carrie Preston, Brady Hepner |

### Március
| Dátum | Magyar cím                             | Eredeti cím                                         | Filmstúdió               | Rendező                                 | Főszereplők |
| ----- | -------------------------------------- | --------------------------------------------------- | ------------------------ | --------------------------------------- | --- |
| 7.    | A három testőr: Milady                 | Les trois mousquetaires: Milady                     | Pathé                    | Martin Bourboulon                       | François Civil, Vincent Cassel, Pio Marmaï, Romain Duris, Eva Green                                                                              |
| 7.    | A róka                                 | Der Fuchs                                           | Alamode Film             | Adrian Goiginger                        | Simon Morzé, Karl Markovics, Adriane Gradziel, Joseph Stoisits, Marko Kerezovic                                                                  |
| 7.    | Bajos csajok                           | Mean Girls                                          | Paramount Pictures       | Samantha Jayne, Arturo Perez Jr.        | Angourie Rice, Reneé Rapp, Auli’i Cravalho, Christopher Briney, Avantika                                                                         |
| 7.    | Előbb táncolj!                         | Dance First                                         | StudioCanal              | James Marsh                             | Gabriel Byrne, Fionn O'Shea, Sandrine Bonnaire, Léonie Lojkine, Bronagh Gallagher, Gráinne Good, Robert Aramayo, Maxine Peake, Aidan Gillen      |
| 7.    | Képzeletbeli                           | Imaginary                                           | Lions Gate Entertainment | Jeff Wadlow                             | DeWanda Wise, Tom Payne, Taegen Burns, Pyper Braun, Veronica Falcón, Betty Buckley                                                               |
| 7.    | Rigó, rigó, szederinda                 | Shashvi shashvi maq'vali                            | Folkets Bio              | Elene Naveriani                         | Eka Chavleishvili, Temiko Chichinadze, Lia Abuladze, Teo Babukhadia, Mariam Didia                                                                |
| 7.    | Tűréshatár                             | Kritische Zone                                      | Counterintuitive Film    | Ali Ahmadzadeh                          | Amir Pousti, Shirin Abedinirad, Alireza Keymanesh, Saghar Saharkhize, Mina Hasanlou                                                              |
| 14.   | A repülő osztály                       | Das Fliegende Klassenzimmer                         | UFA Fiction              | Carolina Hellsgård                      | Tom Schilling, Trystan Pütter, Hannah Herzsprung, Leni Deschner, Lovena Börschmann Ziegler                                                       |
| 14.   | Bernadette – A főnökasszony            | Bernadette                                          | Warner Bros. Pictures    | Léa Domenach                            | Catherine Deneuve, Denis Podalydès, Michel Vuillermoz, Sara Giraudeau, Laurent Stocker                                                           |
| 14.   | Baghead – Holtakkal suttogó            | Baghead                                             | Vertigo Entertainment    | Alberto Corredor                        | Freya Allan, Jeremy Irvine, Ruby Barker, Peter Mullan, Anne Müller                                                                               |
| 14.   | Kálmán-nap                             | –                                                   | Budapest Film            | Hajdu Szabolcs                          | Hajdu Szabolcs, Tóth Orsi, Földeáki Nóra, Gelányi Imre, Szabó Domokos                                                                            |
| 14.   | Most vagy soha!                        | –                                                   | Fórum Hungary            | Lóth Balázs                             | Berettyán Nándor, Mosolygó Sára, Horváth Lajos Ottó, Jászberényi Gábor, Szerednyey Béla, Lukács Sándor                                           |
| 21.   | Artúr, a király                        | Arthur The King                                     | Lions Gate Entertainment | Simon Cellan Jones                      | Mark Wahlberg, Simu Liu, Juliet Rylance, Nathalie Emmanuel, Ali Suliman, Bear Grylls, Paul Guilfoyle                                             |
| 21.   | Bonnard – Egy festő szerelme           | Bonnard, Pierre, et Marthe                          | Memento Distribution     | Martin Provost                          | Vincent Macaigne, Cécile de France, Stacy Martin, Anouk Grinberg, Grégoire Leprince-Ringuet                                                      |
| 21.   | Kung Fu Panda 4.                       | Kung Fu Panda 4                                     | Universal Pictures       | Mike Mitchell                           | Jack Black, Awkwafina, Viola Davis, Dustin Hoffman, James Hong, Bryan Cranston, Ian McShane, Ke Huy Quan                                         |
| 21.   | Szeplőtlen                             | Immaculate                                          | Neon                     | Michael Mohan                           | Sydney Sweeney, Álvaro Morte, Benedetta Porcaroli, Dora Romano, Giorgio Colangeli, Simona Tabasco                                                |
| 21.   | Vaskarom                               | The Iron Claw                                       | Lions Gate Entertainment | Sean Durkin                             | Zac Efron, Jeremy Allen White, Harris Dickinson, Maura Tierney, Holt McCallany, Lily James                                                       |
| 21.   | Exhibition: Cézanne – Egy élet portréi | Exhibition on Screen: Cézanne - Portraits of a Life | Seventh Art Productions  | Phil Grabsky                            | – |
| 21.   | Őszi sanzon                            | Hors-saison                                         | Gaumont                  | Stéphane Brizé                          | Guillaume Canet, Alba Rohrwacher, Lucette Beudin, Lucette Beudin, Hugo Dillon                                                                    |
| 28.   | Cabrini – A szent                      | Cabrini                                             | Angel Studios            | Alejandro Monteverde                    | Cristiana Dell'Anna, David Morse, Romana Maggiora Vergano, Federico Ielapi, Virginia Bocelli, Rolando Villazón, Giancarlo Giannini, John Lithgow |
| 28.   | Godzilla x Kong: Az új birodalom       | Godzilla x Kong: The New Empire                     | Warner Bros. Pictures    | Adam Wingard                            | Rebecca Hall, Brian Tyree Henry, Dan Stevens, Kaylee Hottle, Alex Ferns, Fala Chen                                                               |
| 28.   | Belu – A legbátrabb bálna              | Katak: The Brave Beluga                             | 10th Ave. Productions    | Christine Dallaire-Dupont, Nicola Lemay | Robert Naylor, Skyler Clark, Eleanor Noble, Wyatt Bowen, Mark Camacho                                                                            |
| 28.   | Bogyó és Babóca 6. – Csengettyűk       | –                                                   | KEDD Animációs Stúdió    | Fazakas Kinga, M. Tóth Géza             | Pogány Judit (mesélő) |
| 28.   | Pókok                                  | Vermines                                            | My Box Productions       | Sébastien Vanicek                       | Théo Christine, Sofia Lesaffre, Jérôme Niel, Lisa Nyarko, Finnegan Oldfield                                                                      |
| 28.   | Ki hitte volna?                        | Cocorico                                            | SND Films                | Julien Hervé                            | Christian Clavier, Didier Bourdon, Sylvie Testud, Marianne Denicourt, Julien Pestel                                                              |

### Április
| Dátum | Magyar cím                           | Eredeti cím                           | Filmstúdió                  | Rendező                              | Főszereplők |
| ----- | ------------------------------------ | ------------------------------------- | --------------------------- | ------------------------------------ | --- |
| 7.    | 27                                   | –                                     | Mozinet                     | Buda Flóra Anna                      | Stork Natasa, Fekete Ádám, Farkas Franciska, Szabó Simon, Enyedi Éva                                                                                                   |
| 7.    | A Majomember                         | Monkey Man                            | Universal Pictures          | Dev Patel                            | Dev Patel, Sharlto Copley, Pitobash, Sobhita Dhulipala, Sikandar Kher, Vipin Sharma, Ashwini Kalsekar, Adithi Kalkunte, Makarand Deshpande                             |
| 7.    | A kiméra                             | La chimera                            | 01 Distribution             | Alice Rohrwacher                     | Josh O'Connor, Carol Duarte, Vincenzo Nemolato, Alba Rohrwacher, Isabella Rossellini                                                                                   |
| 7.    | Az első ómen                         | The First Omen                        | 20th Century Studios        | Arkasha Stevenson                    | Nell Tiger Free, Tawfeek Barhom, Sônia Braga, Ralph Ineson, Bill Nighy                                                                                                 |
| 7.    | Hogyan szexeljünk                    | How to have sex                       | Mubi                        | Molly Manning Walker                 | Mia McKenna-Bruce, Lara Peake, Samuel Bottomley, Shaun Thomas, Enva Lewis, Laura Ambler                                                                                |
| 7.    | Kék Pelikan                          | –                                     | JUNO11 Pictures             | Csáki László                         | Lévai Norman, Kenéz Ágoston, Tegyi Kornél, Börcsök Olivér, Rujder Vivien                                                                                               |
| 7.    | Nemkívánatos személyek               | Batiment 5                            | Le Pacte                    | Ladj Ly                              | Alexis Manenti, Anta Diaw, Aristote Luyindula, Steve Tientcheu, Aurélia Petit                                                                                          |
| 11.   | Back to Black                        | Back to Black                         | Focus Features              | Sam Taylor-Johnson                   | Marisa Abela, Jack O’Connell, Eddie Marsan, Lesley Manville, Juliet Cowan                                                                                              |
| 11.   | Carte Rouge (Vörös térkép)           | –                                     | Pannonia Entertainment Ltd. | Gerebics Sándor                      | Auerbach István, Farkas Viktória, Hegyi Réka, Kelemen Zoltán, Pánovics Rajmund, Csuja Imre                                                                             |
| 11.   | Szellemirtók – A borzongás birodalma | Ghostbusters: Frozen Empire           | Sony Pictures Releasing     | Gil Kenan                            | Paul Rudd, Carrie Coon, Finn Wolfhard, Mckenna Grace, Kumail Nanjiani, Patton Oswalt, Celeste O’Connor, Logan Kim, Bill Murray, Dan Aykroyd, Ernie Hudson, Annie Potts |
| 11.   | Thabo és a szafari kaland            | Thabo - Das Nashornabenteuer          | Wild Bunch Germany          | Mara Eibl-Eibesfeldt                 | Litlhohonolofatso Litlhakayane, Ava Skuratowski, Kumkani Pilonti, Nissi Bodibe, Vutihari Sibisi                                                                        |
| 11.   | Verseny a győzelemért                | Race for Glory: Audi vs. Lancia       | 01 Distribution             | Stefano Mordini                      | Haley Bennett, Daniel Brühl, Riccardo Scamarcio, Katie Clarkson-Hill, Volker Bruch                                                                                     |
| 11.   | Származás                            | Origin                                | Neon                        | Ava DuVernay                         | Aunjanue Ellis-Taylor, Jon Bernthal, Vera Farmiga, Audra McDonald, Niecy Nash-Betts, Nick Offerman, Blair Underwood                                                    |
| 18.   | Bolero                               | Boléro                                | SND                         | Anne Fontaine                        | Raphaël Personnaz, Doria Tillier, Jeanne Balibar, Vincent Pérez, Emmanuelle Devos                                                                                      |
| 18.   |                                      | Bonus Trip                            |                             | C. Martin                            | Spencer Vaughn Kelly, Camryn Jackson, Vanessa Aleksander, Matthew Simpson, Bruce Lester-Johnson                                                                        |
| 18.   | Elszáradt füvekről                   | Kuru Otlar Üstüne                     | Memento Distribution        | Nuri Bilge Ceylan                    | Deniz Celiloğlu, Merve Dizdar, Musab Ekici, Ece Bağcı, Erdem Şenocak                                                                                                   |
| 18.   | Micimackó: Vér és méz 2.             | Winnie-the-Pooh: Blood and Honey 2    | Fathom Events               | Rhys Frake-Waterfield                | Scott Chambers, Ryan Oliva, Eddy MacKenzie, Lewis Santer, Marcus Massey, Simon Callow                                                                                  |
| 18.   | Polgárháború                         | Civil War                             | A24                         | Alex Garland                         | Kirsten Dunst, Cailee Spaeny, Wagner Moura, Stephen McKinley Henderson, Nick Offerman                                                                                  |
| 18.   | Szunnyadó vérebek                    | Sleeping Dogs                         | The Avenue                  | Adam Cooper                          | Russell Crowe, Karen Gillan, Marton Csokas, Thomas M. Wright, Harry Greenwood, Tommy Flanagan                                                                          |
| 25.   | Challengers                          | Challengers                           | Amazon MGM Studios          | Luca Guadagnino                      | Zendaya, Josh O'Connor, Mike Faist, Jake Jensen |
| 25.   | Emma és Eddie: A képen kívül         | –                                     | Vertigo Média Kft.          | Hörcher Gábor                        | Emma Lovett, Eddie Lovett |
| 25.   | Abigail                              | Abigail                               | Universal Pictures          | Matt Bettinelli-Olpin, Tyler Gillett | Melissa Barrera, Dan Stevens, Kathryn Newton, William Catlett, Kevin Durand, Angus Cloud, Alisha Weir, Giancarlo Esposito                                              |
| 25.   | Exhibition: Van Gogh és Japán        | Van Gogh & Japan                      | Seventh Art Productions     | David Bickerstaff                    | |
| 25.   | Maga a pokol                         | Land of Bad                           | Variance Films              | William Eubank                       | Liam Hemsworth, Russell Crowe, Luke Hemsworth, Ricky Whittle, Milo Ventimiglia                                                                                         |
| 25.   | Robotálmok                           | Robot Dreams                          | Wild Bunch                  | Pablo Berger                         | – |
| 25.   | Spy x Family Code: White             | Gekijô-ban Supai Famirî Kôdo: Howaito | Wit Studio                  | Furuhasi Kazuhiro                    | Egucsi Takuja, Tanezaki Acumi, Hajami Szaori, Macuda Ken'icsiró, Josino Hirojuki                                                                                       |
| 25.   | Vörös szobák                         | Les chambres rouges                   | Entract Films               | Pascal Plante                        | Juliette Gariépy, Laurie Babin, Maxwell McCabe-Lokos, Elisabeth Locas, Natalie Tannous                                                                                 |

### Május
| Dátum | Magyar cím                            | Eredeti cím                       | Filmstúdió              | Rendező                           | Főszereplők |
| ----- | ------------------------------------- | --------------------------------- | ----------------------- | --------------------------------- | --- |
| 2.    | A boldogság ügynöke                   | –                                 | Mozinet                 | Arun Bhattarai, Zurbó Dorottya    | – |
| 2.    | A kaszkadőr                           | The Fall Guy                      | Universal Pictures      | David Leitch                      | Ryan Gosling, Emily Blunt, Winston Duke, Aaron Taylor-Johnson, Hannah Waddingham, Stephanie Hsu                                                        |
| 2.    | Az elátkozott Queen Mary              | Haunting of the Queen Mary        | Vertigo Films           | Gary Shore                        | Alice Eve, Joel Fry, Nell Hudson, Wil Coban, Dorian Lough, Tim Downie, Jim Piddock                                                                     |
| 2.    | Milli Vanilli: Az évszázad botránya   | Girl You Know It's True           | Mediawan                | Simon Verhoeven                   | Elan Ben Ali, Tijan Njie, Matthias Schweighöfer, Graham Rogers, Bella Dayne                                                                            |
| 2.    | Végtelen rozsmezők                    | O corno                           | Elastica                | Jaione Camborda                   | Janet Novás, Siobhan Fernandes, Carla Rivas, Daniela Hernán Marchán, Julia Gómez, Nuria Lestegás, Diego Anido                                          |
| 9.    | A halálkártya                         | Tarot                             | Sony Pictures Releasing | Spenser Cohen, Anna Halberg       | Harriet Slater, Adain Bradley, Avantika Vandanapu, Wolfgang Novogratz, Humberly González, Larsen Thompson, Jacob Batalon                               |
| 9.    | A majmok bolygója: A birodalom        | Kingdom of the Planet of the Apes | 20th Century Studios    | Wes Ball                          | Owen Teague, Freya Allan, Kevin Durand, Peter Macon, William H. Macy                                                                                   |
| 9.    | Macskák a múzeumban                   | Koty Ermitazha                    | Licensing Brands        | Vaszilij Rovenyszkij              | Anton Eldarov, Polina Szergejevna Gagarina, Irina Kireeva, Román Kurcin, Alekszandr Gavrilin                                                           |
| 9.    | Vincentnek meg kell halnia            | Vincent doit mourir               | Proximus                | Stéphan Castang                   | Karim Leklou, Vimala Pons, François Chattot, Michaël Perez, Emmanuel Vérité                                                                            |
| 16.   | Mind idegenek vagyunk                 | All of Us Strangers               | Searchlight Pictures    | Andrew Haigh                      | Andrew Scott, Paul Mescal, Jamie Bell, Claire Foy, Ami Tredrea                                                                                         |
| 16.   | Exhibition On Screen: Az ifjú Picasso | Young Picasso                     | Seventh Art Productions | Phil Grabsky                      | Harry Lloyd (narrátor) |
| 16.   | Gyönyörű esküvő                       | Beautiful Wedding                 | Vertical Entertainment  | Roger Kumble                      | Dylan Sprouse, Virginia Gardner, Austin North, Libe Barer, Steven Bauer, Alex Aiono, Rob Estes, Kyle Richards                                          |
| 16.   | Hívatlanok – Első fejezet             | The Strangers: Chapter 1          | Lionsgate Films         | Renny Harlin                      | Madelaine Petsch, Froy Gutierrez, Gabriel Basso, Rachel Shenton, Ema Horvath                                                                           |
| 16.   | Képzeletbeli barátok                  | IF                                | Paramount Pictures      | John Krasinski                    | Cailey Fleming, Ryan Reynolds, John Krasinski, Phoebe Waller-Bridge, Louis Gossett Jr., Steve Carell                                                   |
| 16.   | Marguerite, a számok szerelmese       | Le théorème de Marguerite         | Pyramide                | Anna Novion                       | Ella Rumpf, Jean-Pierre Darroussin, Clotilde Courau, Julien Frison, Sonia Bonny                                                                        |
| 16.   | Nina és a sündisznó titka             | Nina et le secret du hérisson     | KMBO                    | Alain Gagnol, Jean-Loup Felicioli | Audrey Tautou, Guillaume Canet, Guillaume Bats, Patrick Ridremont, Loan Longchamp                                                                      |
| 23.   | 2550                                  | –                                 |                         | Mándi Ferenc                      | Till Anilla, Kele Balázs, Miha Dominika, Nagy Eszter, Ruttkay Lili                                                                                     |
| 23.   | A Hold Sötét oldala                   | De l'autre côté de la Lune        |                         | François-Xavier Vives             | Christophe Galfard |
| 23.   | Furiosa: Történet a Mad Maxből        | Furiosa: A Mad Max Story          | Warner Bros. Pictures   | George Miller                     | Anya Taylor-Joy, Chris Hemsworth, Tom Burke, Alyla Browne, Nathan Jones                                                                                |
| 30.   | Amikor leszáll az éj                  | Arcadian                          | RLJE Films              | Ben Brewer                        | Nicolas Cage, Jaeden Martell, Maxwell Jenkins, Sadie Soverall                                                                                          |
| 30.   | A szirén                              | La Sirène                         | Les Films d'Ici         | Sepideh Farsi                     | Mina Kavani, Hamidreza Djavdan, Parviz Sayyad, Babak Karimi, Mohsen Namjoo                                                                             |
| 30.   | Anyai ösztön                          | Mothers' Instinct                 | Neon                    | Benoît Delhomme                   | Jessica Chastain, Anne Hathaway, Josh Charles, Anders Danielsen Lie, Caroline Lagerfelt                                                                |
| 30.   | Garfield                              | The Garfield Movie                | Sony Pictures Releasing | Mark Dindal                       | Chris Pratt, Samuel L. Jackson, Hannah Waddingham, Ving Rhames, Nicholas Hoult, Cecily Strong, Harvey Guillén, Brett Goldstein, Bowen Yang, Snoop Dogg |

### Június
| Dátum | Magyar cím                     | Eredeti cím                              | Filmstúdió                    | Rendező                          | Főszereplők |
| ----- | ------------------------------ | ---------------------------------------- | ----------------------------- | -------------------------------- | --- |
| 6.    | A figyelők                     | The Watchers                             | Warner Bros. Pictures         | Ishana Night Shyamalan           | Dakota Fanning, Georgina Campbell, Oliver Finnegan, Olwen Fouéré |
| 6.    | Az arcuk mindig előttem lesz   | Je verrai toujours vos visages           | Studiocanal                   | Jeanne Herry                     | Leïla Bekhti, Élodie Bouchez, Jean-Pierre Darroussin, Adèle Exarchopoulos, Gilles Lellouche, Miou-Miou, Fred Testot, Denis Podalydès |
| 6.    | Bad Boys – Mindent vagy többet | Bad Boys – Ride or Die                   | Adil El Arbi és Bilall Fallah | Sony Pictures Releasing          | Will Smith, Martin Lawrence, Vanessa Hudgens, Alexander Ludwig, Paola Núñez, Eric Dane, Ioan Gruffudd, Jacob Scipio, Melanie Liburd, Tasha Smith, Tiffany Haddish, Joe Pantoliano                                                            |
| 13.   | Agymanók 2.                    | Inside Out 2                             | Pixar Animation Studios       | Kelsey Mann                      | Amy Poehler, Phyllis Smith, Lewis Black, Tony Hale, Liza Lapira, Maya Hawke, Ayo Edebiri, Adèle Exarchopoulos, Paul Walter Hauser, Kensington Tallman, Diane Lane, Kyle MacLachlan                                                           |
| 13.   | Sirocco és a szelek királysága | Sirocco et le royaume des courants d'air | Haut et Court                 | Benoît Chieux                    | Loïse Charpentier, Maryne Bertieaux, Aurélie Konaté, Pierre Lognay, Laurent Morteau |
| 13.   | Én vagyok a kapitány           | Io capitano                              | 01 Distribution               | Matteo Garrone                   | Seydou Sarr, Moustapha Fall, Issaka Sawagodo, Hichem Yacoubi, Doodou Sagna |
| 20.   | Kinyírni a világot             | Boy Kills World                          | Lionsgate                     | Moritz Mohr                      | Bill Skarsgård, Jessica Rothe, Michelle Dockery, Brett Gelman, Isaiah Mustafa, Yayan Ruhian, Andrew Koji, Sharlto Copley, H. Jon Benjamin, Famke Janssen                                                                                     |
| 20.   | Motorosok                      | The Bikeriders                           | Universal Pictures            | Jeff Nichols                     | Jodie Comer, Austin Butler, Tom Hardy, Michael Shannon, Mike Faist, Norman Reedus |
| 20.   | Szuperék                       | Helt super                               | Nordisk Film                  | Rasmus A. Sivertsen              | Hennika Eggum Huuse, Todd Monrad Vistven, Johannes Kjærnes, Tobias Santelmann, Kari Simonsen |
| 27.   | A kedvenc sütim                | Keyke mahboobe man                       | Totem Films                   | Maryam Moqadam, Behtash Sanaeeha | Lily Farhadpour, Esmail Mehrabi |
| 27.   | Hang nélkül: Első nap          | A Quiet Place: Day One                   | Paramount Pictures            | Michael Sarnoski                 | Lupita Nyong’o, Joseph Quinn, Alex Wolff, Djimon Hounsou, Eliane Umuhire |
| 27.   | Horizont: Egy amerikai eposz   | Horizon: An American Saga - Chapter 1    | Warner Bros. Pictures         | Kevin Costner                    | Kevin Costner, Sienna Miller, Sam Worthington, Giovanni Ribisi, Jena Malone, Abbey Lee, Michael Rooker, Danny Huston, Luke Wilson, Isabelle Fuhrman, Jeff Fahey, Will Patton, Tatanka Means, Owen Crow Shoe, Ella Hunt, Jamie Campbell Bower |
| 27.   | Szent                          | Święty                                   | TVP Dystrybucja Kinowa        | Sebastian Buttny                 | Mateusz Kosciukiewicz, Lena Góra, Michal Wlodarczyk, Dobromir Dymecki, Leszek Lichota |
| 27.   | Zöldhatár                      | Zielona granica                          | Kino Świat                    | Agnieszka Holland                | Jalal Altawil, Maja Ostaszewska, Tomasz Włosok, Behi Djanati Atai, Mohamad Al Rashi, Dalia Naous, Maciej Stuhr, Agata Kulesza |

### Július
| Dátum | Magyar cím                             | Eredeti cím                         | Filmstúdió            | Rendező                 | Főszereplők |
| ----- | -------------------------------------- | ----------------------------------- | --------------------- | ----------------------- | --- |
| 4.    | Gru 4.                                 | Despicable Me 4                     | Universal Pictures    | Chris Renaud            | Steve Carell, Kristen Wiig, Pierre Coffin, Joey King, Miranda Cosgrove, Stephen Colbert, Sofía Vergara, Steve Coogan, Chris Renaud, Madison Polan, Dana Gaier, Chloe Fineman, Will Ferrell |
| 4.    | Mindenütt férfi                        | Iris et les hommes                  | Diaphana Distribution | Caroline Vignal         | Laure Calamy, Vincent Elbaz, Suzanne De Baecque, Sylvain Katan, Laurent Poitrenaux |
| 4.    | Ördögűzés                              | The Exorcism                        | Miramax               | Joshua John Miller      | Russell Crowe, Ryan Simpkins, Sam Worthington, Chloe Bailey, Adam Goldberg, Adrian Pasdar, David Hyde Pierce                                                                               |
| 11.   | A mágnesember                          | De magneet man                      | Bedazzle              | Gust Van den Berghe     | Danny Ronaldo, Isolda Dychauk, Bruno Vanden Broecke, Mieke Dobbels, Karel Creemers |
| 11.   | Amikor a gonosz leselkedik             | Cuando acecha la maldad             | IFC Films             | Demián Rugna            | Ezequiel Rodriguez, Demián Salomon, Luis Ziembrowski, Silvia Sabater, Marcelo Michinaux |
| 11.   | Vigyél a holdra                        | Fly Me to the Moon                  | Columbia Pictures     | Greg Berlanti           | Scarlett Johansson, Channing Tatum, Nick Dillenburg, Anna Garcia, Jim Rash, Noah Robbins, Colin Woodell, Christian Zuber, Donald Elise Watkins, Ray Romano, Woody Harrelson                |
| 11.   | Twisters – Végzetes vihar              | Twisters                            | Warner Bros. Pictures | Lee Isaac Chung         | Daisy Edgar-Jones, Glen Powell, Anthony Ramos, Brandon Perea, Maura Tierney |
| 18.   | Kivérző szerelem                       | Love Lies Bleeding                  | Lionsgate             | Rose Glass              | Kristen Stewart, Katy O’Brian, Jena Malone, Anna Baryshnikov, Dave Franco, Ed Harris |
| 18.   | Lángszív – Vadon és szabadon           | Ponyherz                            | Plaion Pictures       | Markus Dietrich         | Martha Haberland, Franz Ferdinand Krause, Felizia Trube, Jolina Amely Trinks, Peter Lohmeyer                                                                                               |
| 18.   | Utazás válás ellen                     | Nous, les Leroy                     | Apollo Films          | Florent Bernard         | Charlotte Gainsbourg, José Garcia, Lily Aubry, Hadrien Heaulmé, Louisa Baruk |
| 25.   | Deadpool & Rozsomák                    | Deadpool & Wolverine                | Walt Disney Studios   | Shawn Levy              | Ryan Reynolds, Hugh Jackman, Emma Corrin, Morena Baccarin, Rob Delaney, Leslie Uggams, Karan Soni, Matthew Macfadyen                                                                       |
| 25.   | Kina és Yuk – Két sarki róka kalandjai | Kina et Yuk, renards de la banquise | TF1 Studio            | Guillaume Maidatchevsky | Virginie Efira (narrátor) |

### Augusztus
| Dátum | Magyar cím                                      | Eredeti cím                                     | Filmstúdió               | Rendező                           | Főszereplők |
| ----- | ----------------------------------------------- | ----------------------------------------------- | ------------------------ | --------------------------------- | --- |
| 1.    | A csapda                                        | Trap                                            | Warner Bros. Pictures    | M. Night Shyamalan                | Josh Hartnett, Ariel Donoghue, Saleka Shyamalan, Hayley Mills, Alison Pill                                                            |
| 1.    | A tökfilkó                                      | Le larbin                                       | SND Films                | Alexandre Charlot, Franck Magnier | Audran Cattin, Kad Merad, Clovis Cornillace, Isabelle Carré, Jade Pedri                                                               |
| 1.    | Egy cica 10 élete                               | 10 Lives                                        | Briarcliff Entertainment | Christopher Jenkins               | Mo Gilligan, Simone Ashley, Sophie Okonedo, Zayn Malik, Dylan Llewellyn                                                               |
| 1.    | Longlegs – A rém                                | Longlegs                                        | Neon                     | Osgood Perkins                    | Maika Monroe, Nicolas Cage, Blair Underwood, Alicia Witt, Michelle Choi-Lee, Dakota Daulby                                            |
| 1.    | Párizsi pillanatok                              | Paradis Paris                                   | StudioCanal              | Marjane Satrapi                   | Monica Bellucci, Ben Aldridge, André Dussollier, Rossy de Palma, Eduardo Noriega                                                      |
| 8.    | Borderlands                                     | Borderlands                                     | Lionsgate                | Eli Roth                          | Cate Blanchett, Kevin Hart, Bobby Lee, Jack Black, Édgar Ramírez, Ariana Greenblatt, Florian Munteanu, Gina Gershon, Jamie Lee Curtis |
| 8.    | Mindörökké nyár                                 | Summer Camp                                     | Roadside Attractions     | Castille Landon                   | Diane Keaton, Kathy Bates, Alfre Woodard, Beverly D’Angelo, Nicole Richie, Josh Peck, Betsy Sodaro, Dennis Haysbert, Eugene Levy      |
| 8.    | Alienoid 2.: Visszatérés a jövőbe               | Oegye+in 2bu                                    | CJ E&M                   | Cshö Donghun                      | Rju Dzsunjol, Kim Theri, Kim Ubin, I Hanö, Jom Dzsonga                                                                                |
| 15.   | A tea illata                                    | Black Tea                                       | Gaumont                  | Abderrahmane Sissako              | Nina Mélo, Chang Han, Wu Ke-xi, Michael Chang, Pei Jen Yu                                                                             |
| 15.   | Alien: Romulus                                  | Alien: Romulus                                  | 20th Century Studios     | Fede Álvarez                      | Cailee Spaeny, David Jonsson, Archie Renaux, Isabela Merced, Spike Fearn, Aileen Wu                                                   |
| 15.   | It Ends With Us – Velünk véget ér               | It Ends with Us                                 | Columbia Pictures        | Justin Baldoni                    | Blake Lively, Justin Baldoni, Jenny Slate, Hasan Minhaj, Amy Morton, Brandon Sklenar                                                  |
| 15.   | Pandakaland                                     | Panda Bear in Africa                            | Le Pacte                 | Richard Claus, Karsten Kiilerich  | Maurits Delchot, Thom Hoffman, Silas Lekgoathi, Namisa Mdalose, Candice Modiselle                                                     |
| 22.   | A holló                                         | The Crow                                        | Lionsgate Films          | Rupert Sanders                    | Bill Skarsgård, FKA Twigs, Danny Huston, Sami Bouajila, Laura Birn                                                                    |
| 22.   | Sylvanian Families – A mozifilm: Freja ajándéka | Sylvanian Families the Movie: A Gift from Freya | Epoch                    | Konaka Kazuja                     | Vatanabe Misza, Kurosima Juina, Minasze Inori, Hino Szatosi, Vatanabe Akeno                                                           |
| 22.   | Szerencsés nyertesek                            | Heureux gagnants                                | Warner Bros.             | Maxime Govare, Romain Choay       | Fabrice Eboué, Audrey Lamy, Anouk Grinberg, Pauline Clément, Louise Coldefy                                                           |
| 22.   | Vészjelzés                                      | Blink Twice                                     | Amazon MGM Studios       | Zoë Kravitz                       | Naomi Ackie, Channing Tatum, Christian Slater, Simon Rex, Adria Arjona, Kyle MacLachlan, Haley Joel Osment, Geena Davis, Alia Shawkat |
| 29.   | Fák jú, Chantal                                 | Chantal im Märchenland                          | Constantin Film          | Bora Dagtekin                     | Jella Haase, Gizem Emre, Mido Kotaini, Max von der Groeben, Nora Tschirner                                                            |
| 29.   | aMItől félsz                                    | AfrAId                                          | Sony Pictures Releasing  | Chris Weitz                       | John Cho, Katherine Waterston, Havana Rose Liu, Lukita Maxwell, David Dastmalchian, Keith Carradine                                   |

### Szeptember
| Dátum | Magyar cím                              | Eredeti cím                    | Filmstúdió                  | Rendező                                        | Főszereplők |
| ----- | --------------------------------------- | ------------------------------ | --------------------------- | ---------------------------------------------- | --- |
| 5.    | A hókirálynő és a hercegnő              | Snezhnaya Koroleva: Razmorozka | Cinema Fund                 | Alekszej Ciciliny, Andrej Korenkov             | Polina Vojcsenko, Marija Susztrova, Irina Csumantjeva, Jurij Romanov, Konsztantin Pancsenko |
| 5.    | Beetlejuice Beetlejuice                 | Beetlejuice Beetlejuice        | Warner Bros. Pictures       | Tim Burton                                     | Michael Keaton, Winona Ryder, Catherine O’Hara, Justin Theroux, Monica Bellucci, Jenna Ortega, Willem Dafoe                                                                                           |
| 5.    | Reggeli a hegyen                        | Les choses simples             | SND                         | Éric Besnard                                   | Lambert Wilson, Grégory Gadebois, Marie Gillain, Antoine Gouy, Amandine Longeac |
| 12.   | Balhé a Riviérán                        | N'avoue jamais                 | Nac Films                   | Ivan Calbérac                                  | André Dussollier, Sabine Azéma, Thierry Lhermitte, Joséphine de Meaux, Sébastien Chassagne |
| 12.   | Nemere István: Addig írok, amíg élek    | –                              | Pannonia Entertainment Ltd. | Szalma Sándor                                  | Nemere István |
| 12.   | Szádra ne vedd                          | Speak No Evil                  | Universal Pictures          | James Watkins                                  | James McAvoy, Mackenzie Davis, Aisling Franciosi, Alix West Lefler, Dan Hough, Scoot McNairy |
| 12.   | Zenit                                   | –                              | Vertigo Média Kft.          | Kristóf György                                 | Judith State, Ladányi Andrea, Egyed Beáta, Tristan Sagon, Feicht Zoltán |
| 12.   | Örökké                                  | For evigt                      | Den Vestdanske Filmpulje    | Ulaa Salim                                     | Simon Sears, Nanna Øland Fabricius, Viktor Hjelmsø, Anna Søgaard Frandsen, Halldóra Geirharðsdóttir                                                                                                   |
| 19.   | A kegyelem fajtái                       | Kinds of Kindness              | Searchlight Pictures        | Jórgosz Lánthimosz                             | Emma Stone, Jesse Plemons, Willem Dafoe, Margaret Qualley, Hong Chau, Joe Alwyn, Mamoudou Athie, Hunter Schafer                                                                                       |
| 19.   | Egy család rövid története              | 家庭简史                       | Films Boutique              | Jianjie Lin                                    | Zu Feng, Guo Keyu, Sun Xilun, Lin Muran |
| 19.   | Egércsapda                              | The Mouse Trap                 | Gravitas Ventures           | Jamie Bailey                                   | Sophie McIntosh, Callum Sywyk, Allegra Nocita, Ben Harris, Mireille Gagné, Mackenzie Mills, James Laurin, Kayleigh Styles, Jesse Masmith, Madeline Kelman, Damir Kovic, Nick Biskupek, Simon Phillips |
| 19.   | Fekete pont                             | –                              | Mozinet                     | Szimler Bálint                                 | Mészöly Anna, Paul Mátis, Kovács „Dadan” Ákos, Mátis Inez, Lőkös Ildikó, Marozsán Erika, Nádasi László                                                                                                |
| 19.   | Monte Cristo grófja                     | Le Comte de Monte-Cristo       | Pathé                       | Matthieu Delaporte, Alexandre de La Patellière | Pierre Niney, Bastien Bouillon, Anaïs Demoustier, Anamaria Vartolomei, Laurent Lafitte |
| 19.   | Lottóőrültek                            | À l'ancienne                   | Five Dogs                   | Hervé Mimran                                   | Didier Bourdon, Gérard Darmon, Paloma Coquant, Chantal Lauby |
| 26.   | A gonosz nem létezik                    | Aku wa sonzai shinai           | Incline                     | Hamagucsi Rjúszuke                             | Omika Hitosi, Nisikava Rjo,Koszaka Rjujdzsi, Sibutani Ajaka, Kikucsi Hazuki |
| 26.   | Adóztass, ha tudsz                      | La (très) grande évasion       | Wild Bunch Distribution     | Yannick Kergoat                                | Daniel Bertossa, Yves Bertossa, Antoine Deltour, Alain Deneault, John Christensen |
| 26.   | Lepattanó                               | –                              | JUNO11 Pictures             | Vékes Csaba                                    | Scherer Péter, Derzsi Dezső, Waskovics Andrea, Patrick Duffy, Elek Ferenc |
| 26.   | Megalopolisz                            | Megalopolis                    | Lionsgate                   | Francis Ford Coppola                           | Adam Driver, Giancarlo Esposito, Nathalie Emmanuel, Aubrey Plaza, Shia LaBeouf, Jon Voight, Laurence Fishburne, Kathryn Hunter, Dustin Hoffman                                                        |
| 26.   | Ne oldozz el!                           | Never Let Go                   | Lionsgate                   | Alexandre Aja                                  | Halle Berry, Percy Daggs IV, Anthony B. Jenkins, Matthew Kevin Anderson, Christin Park, Stephanie Lavigne                                                                                             |
| 26.   | Kaláka – a Kárpátoktól a Karib-tengerig | –                              |                             | Pigniczky Réka                                 | Kaláka |
| 26.   | Vakarcs                                 | Runt                           | StudioCanal                 | John Sheedy                                    | Jai Courtney, Jack Thompson, Joel Jackson, Celeste Barber, Matt Day |

### Október
| Dátum | Magyar cím                      | Eredeti cím                | Filmstúdió                         | Rendező                     | Főszereplők |
| ----- | ------------------------------- | -------------------------- | ---------------------------------- | --------------------------- | --- |
| 3.    | Barátom, a pingvin              | My Penguin Friend          | Roadside Attractions               | David Schurmann             | Jean Reno, Adriana Barraza, Rochi Hernández, Nicolás Francella, Alexia Moyano                                                              |
| 3.    | Bolond Istók                    | –                          | Filmsquad                          | Rohonyi Gábor               | Pál András, Liber Ágoston, Gellért Dorottya, Jordán Adél, Hajdu Steve                                                                      |
| 3.    | Hirtelen menyasszony            | L'Heureuse élue            | SND Films                          | Frank Bellocq               | Gérard Darmon, Michèle Laroque, Lionel Erdogan, Camille Lellouche, Amaury de Crayencour                                                    |
| 3.    | Január 2.                       | –                          | Cirko Film                         | Szilágyi Zsófia             | Jóvári Csenge, Konrád Zsuzsanna |
| 3.    | Joker: Kétszemélyes téboly      | Joker: Folie à Deux        | Warner Bros. Pictures              | Todd Phillips               | Joaquin Phoenix, Lady Gaga, Brendan Gleeson, Catherine Keener, Zazie Beetz                                                                 |
| 10.   | A szer                          | The Substance              | Mubi                               | Coralie Fargeat             | Demi Moore, Margaret Qualley, Dennis Quaid, Gore Abrams, Robin Greer                                                                       |
| 10.   | Egy százalék indián             | –                          | Budapest Film                      | Hajdu Szabolcs              | Hajdu Szabolcs, Gelányi Imre, Pető Kata, Tóth Orsi, Szabó Domokos, Tankó Erika                                                             |
| 10.   | Hősök lehetünk                  | Je ne suis pas un héros    | Paname Distribution                | Rudy Milstein               | Vincent Dedienne, Géraldine Nakache, Clémence Poésy, Isabelle Nanty, Sam Karmann                                                           |
| 10.   | Szex                            | Sex                        | Arthaus                            | Dag Johan Haugerud          | Thorbjørn Harr, Jan Gunnar Røise, Anne Marie Ottersen, Lars Jacob Holm, Birgitte Larsen                                                    |
| 10.   | Transformers Egy                | Transformers One           | Paramount Pictures                 | Josh Cooley                 | Chris Hemsworth, Brian Tyree Henry, Scarlett Johansson, Keegan-Michael Key, Steve Buscemi, Laurence Fishburne, Jon Hamm                    |
| 17.   | Amikor megtörik a fény          | Ljósbrot                   | Jour2Fête                          | Rúnar Rúnarsson             | Elín Hall, Mikael Kaaber, Katla Njálsdóttir, Ágúst Wigum, Gunnar Hrafn Kristjánsson                                                        |
| 17.   | Apák gyöngye                    | Goodrich                   | Ketchup Entertainment              | Hallie Meyers-Shyer         | Michael Keaton, Mila Kunis, Andie MacDowell, Carmen Ejogo, Kevin Pollak                                                                    |
| 17.   | Fantasztikus hármas             | Les trois fantastiques     | Zinc                               | Michaël Dichter             | Emmanuelle Bercot, Raphaël Quenard, Diego Murgia, Jean Devie, Benjamin Tellier                                                             |
| 17.   | Haldoklás, de komédia           | Sterben                    | Central Film                       | Matthias Glasner            | Lars Eidinger, Corinna Harfouch, Lilith Stangenberg, Ronald Zehrfeld, Robert Gwisdek                                                       |
| 17.   | Mosolyogj 2.                    | Smile 2                    | Paramount Pictures                 | Parker Finn                 | Naomi Scott, Rosemarie DeWitt, Kyle Gallner, Lukas Gage, Miles Gutierrez-Riley, Peter Jacobson, Raúl Castillo, Dylan Gelula, Ray Nicholson |
| 17.   | Rókus és Rézi megmenti az erdőt | Vos en Haas Redden het Bos | Urban Sales                        | Mascha Halberstad           | Rob Rackstraw, Dan Renton Skinner, Jamie Quinn, Teresa Gallagher, Sarah Madigan                                                            |
| 17.   | Veni Vidi Vici                  | Veni Vidi Vici             | Filmfonds Wien                     | Daniel Hoesl, Julia Niemann | Nahoko Fort-Nishigami, Olivia Goschler, Ursina Lardi, Johanna Orsini-Rosenberg, Laurence Rupp                                              |
| 24.   | A vad robot                     | The Wild Robot             | Universal Pictures                 | Chris Sanders               | Lupita Nyong’o, Pedro Pascal,,Kit Connor, Bill Nighy, Stephanie Hsu, Mark Hamill, Catherine O’Hara, Matt Berry, Ving Rhames                |
| 24.   | Akkord                          | –                          | Vertigo Média Kft.                 | Kempf Márta Anna            | Kiss Tibi, Presser Gábor, Lovasi András, Bródy János, Lábas Viktória, Csík János                                                           |
| 24.   | Atomhelyzet                     | Nuclear Now                | Abramorama                         | Oliver Stone                | – |
| 24.   | Farkasbőrben – Vár a falka!     | 200% Wolf                  | Constantin-Film                    | Alexs Stadermann            | Ilai Swindells, Elizabeth Nabben, Jennifer Saunders, Sarah Georgina, Peter McAllum                                                         |
| 24.   | Fiúk                            | Vogter                     | Nordisk Film                       | Gustav Möller               | Sidse Babett Knudsen, Sebastian Bull, Dar Salim, Marina Bouras, Olaf Johannessen                                                           |
| 24.   | The Apprentice – A Trump-sztori | The Apprentice             | Briarcliff Entertainment           | Ali Abbasi                  | Sebastian Stan, Jeremy Strong, Martin Donovan, Marija Bakalova, Ben Sullivan                                                               |
| 24.   | Venom – Az utolsó menet         | Venom: The Last Dance      | Sony Pictures Motion Picture Group | Kelly Marcel                | Tom Hardy, Chiwetel Ejiofor, Juno Temple, Rhys Ifans, Peggy Lu, Alanna Ubach, Stephen Graham                                               |
| 31.   | A második felvonás              | Le deuxième acte           | Diaphana Distribution              | Quentin Dupieux             | Léa Seydoux, Vincent Lindon, Louis Garrel, Raphaël Quenard, Manuel Guillot                                                                 |
| 31.   | Armand                          | Armand                     | Film i Väst                        | Halfdan Ullmann Tøndel      | Renate Reinsve, Ellen Dorrit Petersen, Endre Hellestveit, Thea Lambrechts Vaulen, Øystein Røger, Vera Veljovic                             |
| 31.   | Konklávé                        | Conclave                   | Focus Features                     | Edward Berger               | Ralph Fiennes, Stanley Tucci, John Lithgow, Lucian Msamati, Carlos Diehz, Sergio Castellitto, Isabella Rossellini                          |
| 31.   | Ma este gyilkolunk              | –                          | InterCom Zrt.                      | Fazakas Péter               | Kern András, Hermányi Mariann, Jordán Tamás, Bodrogi Gyula, Bánsági Ildikó                                                                 |
| 31.   | És mi van Tomival?              | –                          | Mozinet                            | Till Attila                 | Thuróczy Szabolcs, Polgár Tamás, Sodró Eliza, Fodor Annamária, Tóth Zsófia                                                                 |

### November
| Dátum | Magyar cím                           | Eredeti cím                                | Filmstúdió                    | Rendező                                           | Főszereplők |
| ----- | ------------------------------------ | ------------------------------------------ | ----------------------------- | ------------------------------------------------- | --- |
| 7.    | A hullahó-akció                      | Red One                                    | Amazon MGM Studios            | Jake Kasdan                                       | Dwayne Johnson, Chris Evans, Lucy Liu, Kiernan Shipka, Bonnie Hunt, Kristofer Hivju, Nick Kroll, Wesley Kimmel, J. K. Simmons                                                                        |
| 7.    | A sárkányőrző                        | Dragonkeeper                               | A Contracorriente Films       | Salvador Simó, Li Jianping                        | |
| 7.    | Anora                                | Anora                                      | Neon                          | Sean Baker                                        | Mikey Madison, Mark Eydelshteyn, Yura Borisov, Karren Karagulian, Vache Tovmasyan, Aleksei Serebryakov                                                                                               |
| 7.    | Az örökös                            | Le successeur                              | MK2 Films                     | Xavier Legrand                                    | Marc-André Grondin, Yves Jacques, Anne-Élisabeth Bossé, Blandine Bury, Louis Champagne |
| 7.    | Halálszint felett                    | Elevation                                  | Vertical Entertainment        | George Nolfi                                      | Anthony Mackie, Morena Baccarin, Maddie Hasson, Tony Goldwyn, Danny Boyd Jr. |
| 7.    | Holnap meghalok                      | –                                          | Vertigo Média Kft.            | Cibulya Nikol                                     | Kurta Niké, Meyer Lili, Kerekes Márton, Baki Dániel, Makranczi Zalán |
| 7.    | Mindörökké Brigitte Bardot           | Brigitte Bardot cudowna                    | Angelus Silesius              | Lech Majewski                                     | Kacper Olszewski, Magdalena Rózczka, Joanna Opozda, Weronika Rosati, Andrzej Grabowski |
| 14.   | A változás valutája                  | Zwei zu eins                               | Warner Bros. Pictures Germany | Natja Brunckhorst                                 | Sandra Hüller, Max Riemelt, Ronald Zehrfeld, Peter Kurth, Martin Brambach |
| 14.   | Az univerzum elmélete                | Die Theorie von Allem                      | Neue Visionen                 | Timm Kröger                                       | Jan Bülow, Olivia Ross, Hanns Zischler, Gottfried Breitfuss, David Bennent, Philippe Graber |
| 14.   | Gladiátor II.                        | Gladiator II                               | Paramount Pictures            | Ridley Scott                                      | Paul Mescal, Pedro Pascal, Connie Nielsen, Denzel Washington, Joseph Quinn |
| 14.   | Lee                                  | Lee                                        | StudioCanal                   | Ellen Kuras                                       | Kate Winslet, Marion Cotillard, Andrea Riseborough, Andy Samberg, Noémie Merlant, Josh O’Connor, Alexander Skarsgård                                                                                 |
| 14.   | Terápia alatt                        | Bajo terapia                               | Syldavia Cinema               | Gerardo Herrero                                   | Malena Alterio, Alexandra Jiménez, Fele Martínez, Antonio Pagudo, Eva Ugarte, Juan Carlos Vellido |
| 14.   | Valami különös                       | Oddity                                     | Wildcard Distribution         | Damian McCarthy                                   | Gwilym Lee, Carolyn Bracken, Tadhg Murphy, Caroline Menton, Jonathan French, Steve Wall |
| 14.   | Változó vadon – Az én Északom        | Schweden – Ruf der Wildnis                 | Wild Tales Productions        | Török Zoltán                                      | – |
| 21.   | Bambi – Egy élet az erdőben          | Bambi, L'histoire d'une vie dans les bois  | Gebeka Films                  | Michel Fessler                                    | Mylène Farmer |
| 21.   | Comandante – A parancsnok            | Comandante                                 | 01 Distribution               | Edoardo De Angelis                                | Pierfrancesco Favino, Johan Heldenbergh, Johannes Wirix-speetjens, Silvia D’Amico, Paolo Bonacelli                                                                                                   |
| 21.   | Eretnek                              | Heretic                                    | A24                           | Scott Beck, Bryan Woods                           | Hugh Grant, Sophie Thatcher, Chloe East, Topher Grace, Elle Young |
| 21.   | Futni mentem                         | –                                          | Vertigo Média Kft.            | Herendi Gábor                                     | Udvaros Dorottya, Lovas Rozi, Tenki Réka, Trill Beatrix, Bányai Kelemen Barna |
| 21.   | KIX                                  | –                                          | Cirko Film                    | Mikulán Dávid, Révész Bálint                      | – |
| 21.   | Ketyegő ultimátum                    | Todos los nombres de Dios                  | Tripictures                   | Daniel Calparsoro                                 | Luis Tosar, Inma Cuesta, Nourdin Batán, Patricia Vico, Lucas Nabor, Antonio Buil, Roberto Enríquez, Fernando Cayo                                                                                    |
| 21.   | Ne várjatok túl sokat a világvégétől | Nu aştepta prea mult de la sfârşitul lumii | 4 Proof Film                  | Radu Jude                                         | Ilinca Manolache, Nina Hoss, Uwe Boll, Katia Pascariu, Miske László |
| 21.   | PÁN – A belső sziget                 | Soldato Peter                              | Jolefilm                      | Gianfilippo Pedote, Giliano Carli                 | Ondina Quadri, Peppe Servillo, Sergio Bini Bustric, Benedetta Barzini, Franz Stefani |
| 28.   | Az iskola                            | Favoriten                                  | Autlook Filmsales             | Ruth Beckermann                                   | Ilkay Idiskut |
| 28.   | A szomszéd szoba                     | The Room Next Door                         | Warner Bros. Pictures         | Pedro Almodóvar                                   | Tilda Swinton, Julianne Moore, John Turturro, Alessandro Nivola, Juan Diego Botto |
| 28.   | Barátnők újratöltve                  | Arthur's Whisky                            | CK Films                      | Stephen Cookson                                   | Diane Keaton, Patricia Hodge, Lulu, Adil Ray, Genevieve Gaunt, Hannah Howland, Esme Lonsdale, Bill Paterson, Lawrence Chaney, Tom Stourton, Jaime Winstone, Hayley Mills, David Harewood, Boy George |
| 28.   | Bohócrém karácsonya                  | Terrifier 3                                | Cineverse                     | Damien Leone                                      | Lauren LaVera, David Howard Thornton, Elliott Fullam, Samantha Scaffidi, Antonella Rose, Margaret Anne Florence, Bryce Johnson, Chris Jericho                                                        |
| 28.   | Kneecap                              | Kneecap                                    | Curzon Film                   | Rich Peppiatt                                     | Naoise Ó Cairealláin, Liam Óg Ó Hannaidh, JJ Ó Dochartaigh, Josie Walker, Fionnuala Flaherty, Jessica Reynolds, Adam Best, Simone Kirby, Michael Fassbender                                          |
| 28.   | Mi vagyunk Azahriah                  | –                                          |                               | Mazzag Izabella                                   | Azahriah |
| 28.   | Vaiana 2.                            | Moana 2                                    | The Walt Disney Studios       | David Derrick Jr., Jason Hand, Dana Ledoux Miller | Auli’i Cravalho, Dwayne Johnson, Temuera Morrison, Nicole Scherzinger, Khaleesi Lambert-Tsuda, Rose MatafeoDavid Fane, Hualālai Chung, Rachel House, Awhimai Fraser, Gerald Ramsey, Alan Tudyk       |

### December
| Dátum | Magyar cím                                | Eredeti cím                                    | Filmstúdió                  | Rendező | Főszereplők |
| ----- | ----------------------------------------- | ---------------------------------------------- | --------------------------- | --- | --- |
| 5.    | A Gyűrűk Ura – A rohírok háborúja         | The Lord of the Rings: The War of the Rohirrim | Warner Bros. Pictures       | Kamijama Kendzsi                                                                                               | Brian Cox, Gaia Wise, Luke Pasqualino, Miranda Otto, Lorraine Ashbourne |
| 5.    | Hétvégi hajsza                            | Weekend Escape Project                         | EuropaCorp                  | George Huang                                                                                                   | Luke Evans, Gwei Lun-mei, Sung Kang, Wyatt Yang, Tuo Tsung-hua |
| 5.    | Mélypont érzés                            | –                                              | Vertigo Média Kft.          | Miklós Ádám | – |
| 5.    | Szeretettel: a Ti Hildétek                | In Liebe, Eure Hilde                           | Pandora Film Verleih        | Andreas Dresen                                                                                                 | Liv Lisa Fries, Johannes Hegemann, Gabriela Maria, Emma Bading, Sina Martens |
| 5.    | Szupermikulás                             | SuperKlaus                                     | Altitude Film Distribution  | Steve Majaury, Andrea Sebastiá                                                                                 | Millie Davis, Colm Feore, Paul Van Dyck, Harland Williams |
| 5.    | Wicked                                    | Wicked: Part One                               | Universal Pictures          | Jon M. Chu | Cynthia Erivo, Ariana Grande, Jonathan Bailey, Ethan Slater, Bowen Yang, Marissa Bode, Peter Dinklage, Michelle Yeoh, Jeff Goldblum                                                          |
| 12.   | Csendes éj                                | –                                              | JUNO11 Pictures             | Dettre Gábor                                                                                                   | Molnár Piroska, Vilmányi Benett, Mucsi Zoltán |
| 12.   | DAC film                                  | –                                              | Uránia Film                 | Tősér Ádám | |
| 12.   | Fekete kanári                             | Canary Black                                   | Amazon MGM Studios          | Pierre Morel                                                                                                   | Kate Beckinsale, Rupert Friend, Ray Stevenson, Saffron Burrows, Ben Miles |
| 12.   | Hogyan tudnék élni nélküled?              | –                                              | InterCom Zrt.               | Orosz Dénes | Törőcsik Franciska, Ember Márk, Fecske Dávid, Marics Péter, Brasch Bence |
| 12.   | Kraven, a vadász                          | Kraven the Hunter                              | Sony Pictures Releasing     | J. C. Chandor                                                                                                  | Aaron Taylor-Johnson, Ariana DeBose, Fred Hechinger, Alessandro Nivola, Christopher Abbott, Russell Crowe                                                                                    |
| 12.   | Niko, a rénszarvas – Az északi fényen túl | Niko - Beyond the Northern Lights              | Anima Vitae                 | Kari Juusonen, Jørgen Lerdam                                                                                   | Lucy Smith, Sil van der Zwan |
| 12.   | Éjszakai vadászat                         | Wake Up                                        | StudioCanal                 | François Simard, Anouk Whissell, Yoann-Karl Whissell                                                           | Turlough Convery, Benny O. Arthur, Jacqueline Moré, Tom Gould, Alessia Yoko Fontana |
| 19.   | A kedvenc sütim                           | Keyke mahboobe man                             | Totem Films                 | Maryam Moghaddam, Behtash Sanaeeha                                                                             | Lily Farhadpour, Esmail Mehrabi |
| 19.   | Derült égből karácsony                    | A Sudden Case of Christmas                     | Notorious Pictures          | Peter Chelsom                                                                                                  | Danny DeVito, Andie MacDowell, Wilmer Valderrama, Lucy DeVito], Trey Brain |
| 19.   | Karácsonyi állatmesék                     | Animal Tales of Christmas Magic                | Les Valseurs                | Camille Alméras, Ceylan Beyoglu, Natalia Chernysheva, Haruna Kishi, Caroline Attia Larivière, Olesya Shchukina | |
| 19.   | Kincs a múltból                           | Treasure                                       | Bleecker Street             | Julia von Heinz                                                                                                | Lena Dunham, Stephen Fry, Zbigniew Zamachowski, Petra Zieser, Robert Besta |
| 19.   | Mufasa: Az oroszlánkirály                 | Mufasa: The Lion King                          | Walt Disney Pictures        | Barry Jenkins                                                                                                  | Aaron Pierre, Kelvin Harrison Jr., Seth Rogen, Billy Eichner, Tiffany Boone, Donald Glover, Mads Mikkelsen, Thandiwe Newton, Lennie James, Anika Noni Rose, Blue Ivy Carter, Beyoncé Knowles |
| 19.   | Szeretetreméltók                          | Un p'tit truc en plus                          | Auvergne-Rhône-Alpes Cinéma | Victor Artus Solaro                                                                                            | Victor Artus Solaro, Clovis Cornillac, Alice Belaïdi, Marc Riso, Céline Groussard |
| 19.   | Veszettek                                 | MadS                                           | Digital District            | David Moreau                                                                                                   | Lucille Guillaume, Laurie Pavy, Milton Riche, Lewkowski Yovel, Sasha Rudakowa |
| 26.   | A nap, amikor apu megmenti a karácsonyt   | La Navidad en sus manos                        | A Contracorriente Films     | Joaquín Mazón                                                                                                  | Santiago Segura, Ernesto Sevilla, Unax Hayden, Pablo Chiapella, María Botto, Paulina Dávila, Vadhir Derbez, Joaquín Reyes, Emilio Gavira                                                     |
| 26.   | A szerelem ideje                          | We Live in Time                                | StudioCanal                 | John Crowley                                                                                                   | Andrew Garfield, Florence Pugh, Adam James, Marama Corlett, Aoife Hinds |
| 26.   | Better Man: Robbie Williams               | Better Man                                     | Paramount Pictures          | Michael Gracey                                                                                                 | Robbie Williams, Jonno Davies, Steve Pemberton, Alison Steadman, Damon Herriman |
| 26.   | Parthenopé – Nápoly szépe                 | Parthenope                                     | Pathé                       | Paolo Sorrentino                                                                                               | Celeste Dalla Porta, Stefania Sandrelli, Gary Oldman, Silvio Orlando, Luisa Ranieri, Peppe Lanzetta, Isabella Ferrari                                                                        |
| 26.   | Sonic, a sündisznó 3.                     | Sonic the Hedgehog 3                           | Paramount Pictures          | Jeff Fowler | Jim Carrey, Ben Schwartz, Krysten Ritter, Natasha Rothwell, Shemar Moore, James Marsden, Tika Sumpter, Idris Elba, Keanu Reeves                                                              |
| 26.   | Sütimanók – Szupersipka-küldetés          | Die Heinzels 2: Neue Mützen                    | Sola Media                  | Ute von Münchow-Pohl                                                                                           | Hilde Dalik, Dave Davis, Siham El-Maimouni, Annette Frier, Jella Haase |

## Díjak, fesztiválok
- 96. Oscar-gála

legjobb film: Oppenheimer
legjobb nemzetközi játékfilm: Érdekvédelmi terület
legjobb rendező: Christopher Nolan – Oppenheimer
legjobb női főszereplő: Emma Stone – Szegény párák
legjobb férfi főszereplő: Cillian Murphy – Oppenheimer
legjobb női mellékszereplő: Da’Vine Joy Randolph – Téli szünet
legjobb férfi mellékszereplő: Robert Downey Jr. – Oppenheimer
- 81. Golden Globe-gála

legjobb drámai film: Oppenheimer
legjobb komédia vagy musical: Szegény párák
legjobb idegen nyelvű film: Egy zuhanás anatómiája
legjobb rendező: Christopher Nolan – Oppenheimer
legjobb színésznő (dráma): Lily Gladstone – Megfojtott virágok
legjobb férfi színész (dráma): Cillian Murphy – Oppenheimer
legjobb színésznő (komédia vagy musical): Emma Stone – Szegény párák
legjobb férfi színész (komédia vagy musical): Paul Giamatti – Téli szünet
- 37. Európai Filmdíj-gála
- 49. César-gála

legjobb film: Egy zuhanás anatómiája
legjobb külföldi film: A szerelem természete
legjobb rendező: Justine Triet – Egy zuhanás anatómiája
legjobb színésznő: Sandra Hüller – Egy zuhanás anatómiája
legjobb színész: Arieh Worthalter – A Goldman-ügy
- 77. BAFTA-gála

legjobb film: Oppenheimer
legjobb brit film: Érdekvédelmi terület
legjobb nem angol nyelvű film: Érdekvédelmi terület
legjobb rendező: Christopher Nolan – Oppenheimer
legjobb női főszereplő: Emma Stone – Szegény párák
legjobb férfi főszereplő: Cillian Murphy – Oppenheimer
- 44. Arany Málna-gála

legrosszabb film: Micimackó: Vér és méz
legrosszabb remake: Micimackó: Vér és méz
legrosszabb rendező: Rhys Frake-Waterfield – Micimackó: Vér és méz
legrosszabb női főszereplő: Megan Fox – Kutyám, Clyde
legrosszabb férfi főszereplő: Jon Voight – Mercy
- 77. Cannes-i Fesztivál

Arany Pálma: Anora – rendező: Sean Baker
Nagydíj: All we imagine as light – rendező: Payal Kapadia
A zsűri díja: Emilia Pérez – rendező: Jacques Audiard
Legjobb rendezés díja: Miguel Gomes – Grand tour
Legjobb női alakítás díja: Adriana Paz, Karla Sofía Gascón, Selena Gomez, Zoë Saldana – Emilia Pérez
Legjobb férfi alakítás díja: Jesse Plemons – A kegyelem fajtái
Legjobb forgatókönyv díja: Coralie Fargeat – The Substance
A zsűri különdíja: The Seed of the Sacred Fig – rendező: Mohammad Rasoulof
- 74. Berlini Nemzetközi Filmfesztivál

Arany Medve: Dahomey − Kik vagyunk?
Ezüst Medve – a zsűri nagydíja: A Traveler’s Needs (Johaingdzsai piljo (여행자의 필요, Yeohaengjaui Pilyo))
Ezüst Medve – a zsűri díja: L’ Empire
Ezüst Medve – legjobb rendező Nelson Carlo de los Santos Arias – Pepe
Ezüst Medve – legjobb főszereplő: Sebastian Stan – A Different Man
Ezüst Medve – legjobb mellékszereplő: Emily Watson – Small Things Like These

## Halálozások
- január 2.
  - Györgyfi József – színész
  - Hertzka Veronika – Balázs Béla-díjas vágó
- január 4.
  - David Soul – amerikai-brit színész
  - Christian Oliver – német színész, producer
  - Glynis Johns – Tony-díjas brit színésznő
  - Ayla Algan – török színésznő
  - Georgina Hale – brit színésznő
- január 6. Benczédi Sándor – színész
- január 8.
  - Ventura Pons – spanyol filmrendező
  - Adan Canto – mexikói színész
- január 9. Benedek Miklós – Kossuth-díjas színész, a nemzet színésze
- január 10. Janusz Majewski – lengyel filmrendező, forgatókönyvíró
- január 11. Jakab Csaba – színész
- január 13.
  - Joyce Randolph – amerikai színésznő
  - Jana Hlaváčová – cseh színésznő
  - Csíky András – Kossuth-díjas erdélyi magyar színész
  - Sigi Rothemund – német filmrendező, forgatókönyvíró
- január 14. Elisabeth Trissenaar – osztrák színésznő
- január 20.
  - Norman Jewison – kanadai filmrendező
  - David Emge – amerikai színész
- január 22. Gary Graham – amerikai színész
- január 24. Jesse Jane – amerikai pornószínésznő
- január 26. Tordai Tekla – romániai magyar színésznő
- január 29.
  - Sandra Milo – Ezüstszalag-díjas olasz színésznő
  - Jandira Martini – brazil színésznő
- január 30.
  - Chita Rivera – amerikai színésznő
  - Barkó György – romániai magyar színész
- február 1. Carl Weathers – amerikai színész
- február 2. Vitézy László – Kossuth-díjas filmrendező
- február 3. Helena Rojo – mexikói színésznő
- február 4. B. Révész László – Balázs Béla-díjas dokumentumfilm rendező
- február 9.
  - Mauchner József – szinkronrendező
  - Renata Flores – mexikói színésznő
- február 11. Johanna von Koczian – osztrák-német színésznő
- február 12.
  - Szurdi Miklós – színész, rendező
  - Alec Mills – brit operatőr
- február 14.
  - Sasha Montenegro – montenegrói származású mexikói színésznő
  - Köllő Miklós – Balázs Béla-díjas producer, forgatókönyvíró
- február 15. Gérard Barray – francia színész
- február 16. Marcel Nemec – szlovák színész
- február 17.
  - Ira von Fürstenberg – olasz színésznő
  - Tony Ganios – amerikai színész
- február 21.
  - Micheline Presle – francia színésznő
  - Pamela Salem – brit színésznő
- február 23.
  - Jackie Loughery – amerikai színésznő
  - Chris Gauthier – brit-kanadai színész
- február 25. Charles Dierkop – amerikai színész
- február 26. Hunyadkürti György – Jászai Mari-díjas színművész
- február 28. Richard Lewis – amerikai humorista, színész
- február 29. Paolo Taviani – olasz filmrendező, forgatókönyvíró
- március 2. John Okafor – nigériai színész, humorista
- március 3.
  - Jaclyn Jose – Fülöp-szigeteki színésznő
  - Edward Bond – angol drámaíró, rendező, forgatókönyvíró
- március 4. Juan Verduzco – mexikói színész
- március 5. António-Pedro Vasconcelos – portugál filmrendező és producer
- március 10. Percy Adlon – német filmrendező, forgatókönyvíró, producer
- március 13. Gát György – rendező, forgatókönyvíró, producer
- március 15. Joe Camp – amerikai filmrendező
- március 16. David Seidler – angol-amerikai forgatókönyvíró
- március 18.
  - Jennifer Leak – brit-kanadai színésznő
  - Nicandro Díaz González – mexikói filmproducer
- március 19. M. Emmet Walsh – amerikai színész
- március 23. Abdulah Sidran – boszniai forgatókönyvíró
- március 25. Fritz Wepper – német színész
- március 28. Rahib Əliyev – azeri színész
- március 29. Louis Gossett Jr. – Oscar-díjas amerikai színész
- március 30.
  - Tordy Géza – Kossuth- és Jászai Mari-díjas színész, a nemzet színésze
  - Chance Perdomo – brit-amerikai színész
- március 31. Barbara Rush – Golden Globe-díjas amerikai színésznő
- április 1. Joe Flaherty – amerikai színész
- április 2.
  - Tatyjana Konyuhova – szovjet-orosz színésznő
  - Veljko Bulajić – montenegrói filmrendező, forgatókönyvíró
- április 4. Bruce Kessler – amerikai filmrendező
- április 5. Peter Sodann – német színész
- április 8. Csonka Valter – színész
- április 9.
  - Paola Gassman – olasz színésznő
  - Eckart Dux – német színész
- április 10. O. J. Simpson – amerikai színész
- április 11. Lorena Velázquez – mexikói színésznő
- április 12. Eleanor Coppola – amerikai dokumentumfilm-rendező, forgatókönyvíró
- április 15. Mohácsi Emil – szinkronrendező
- április 20.
  - Lourdes Portillo – mexikói filmkészítő
  - Antonio Cantafora – olasz színész
- április 22.
  - Hana Brejchová – cseh színésznő
  - Michael Verhoeven – Ezüst Medve díjas német filmrendező, forgatókönyvíró, színész
  - Philippe Laudenbach – francia színész
- április 25.
  - Laurent Cantet – Arany Pálma díjas francia filmrendező, forgatókönyvíró
  - András Ferenc – Kossuth-díjas filmrendező, forgatókönyvíró
- április 28. Brian McCardie – brit színész
- április 30. Paul Auster – amerikai forgatókönyvíró
- május 5. Bernard Hill – angol színész
- május 6. Ian Gelder – brit színész
- május 8. Horváth László – gyerekszínész
- május 9. Roger Corman – amerikai filmrendező
- május 10. Hans Wahlgren – svéd színész
- május 11. Susan Backlinie – amerikai színésznő
- május 12. Mark Damon – amerikai színész, producer
- május 13. Samm-Art Williams – amerikai színész
- május 14. Gudrun Ure – skót színésznő
- május 15. Vlastimil Harapes – cseh színész
- május 16.
  - Jantyik Csaba – színművész
  - Dabney Coleman – Emmy-díjas amerikai színész
- május 22. Darryl Hickman – amerikai színész
- május 24.
  - Morgan Spurlock – amerikai filmrendező
  - Jan Kačer – cseh színész
- május 29. Margot Benacerraf – venezuelai filmrendező
- május 31. Tompos Kátya – Jászai Mari-díjas színésznő
- június 1.
  - Philippe Leroy – francia színész
  - Janusz Rewiński – lengyel színész
  - Ruth Maria Kubitschek – Bambi-díjas német színésznő
  - Andrzej Kostenko – lengyel színész
  - Erich Anderson – amerikai színész
- június 2.
  - Janis Paige – amerikai színésznő
  - Edgardo Cozarinsky – argentin filmrendező
  - Jeannette Charles – angol színésznő
  - Armando Silvestre – mexikói-amerikai színész
- június 3.
  - William Russell – angol színész
- június 11.
  - Tony Lo Bianco – amerikai színész
  - Françoise Hardy – francia színésznő
- június 15. Érik Canuel – kanadai filmrendező, színész
- június 18.
  - Gerhard Klingenberg – osztrák színész
  - Anouk Aimée – francia színésznő
- június 20.
  - Taylor Wily – szamoai származású amerikai színész
  - Donald Sutherland – kanadai színész
- június 21. Vadász Zsolt – színész
- június 25. Bill Cobbs – amerikai színész
- június 26. Macuno Taiki – japán színész
- június 27. Martin Mull – amerikai komikus, színész
- június 28. Dobos Imre – romániai magyar színész
- július 1.
  - Maria Rosaria Omaggio – olasz színésznő
  - Robert Towne – Oscar-díjas amerikai forgatókönyvíró
- július 5. Jon Landau – Oscar-díjas amerikai filmproducer
- július 7. Bruno Zanin – olasz színész
- július 9. Jerzy Stuhr – lengyel színész
- július 11. Shelley Duvall – amerikai színésznő
- július 13. Shannen Doherty – amerikai színésznő
- július 15. Jacques Boudet – francia színész
- július 17. Cseng Pej-pej – kínai színésznő
- július 18.
  - Dobos Ildikó – Jászai Mari-díjas színésznő
  - Bob Newhart – amerikai színész
- július 20.
  - Csányi János – színész
  - Szatmári Liza – színésznő
- július 24. Ray Lawler – ausztrál színész
- július 29.
  - Erica Ash – amerikai színésznő
  - Dariday Róbert – színész
- július 30. Király Levente – Kossuth-díjas színész, a nemzet színésze
- augusztus 6. Connie Chiume – dél-afrikai színésznő
- augusztus 7. Margaret Ménégoz – BAFTA- és César-díjas német-francia filmproducer
- augusztus 11. Ángel Salazar – amerikai színész
- augusztus 12. Domonkos Béla – bábművész
- augusztus 15. Ľubomír Paulovič – szlovák színész
- augusztus 16. Robert Sidaway – angol színész, filmrendező, forgatókönyvíró
- augusztus 18.
  - Phil Donahue – amerikai filmproducer
  - Alain Delon – César-díjas francia színész, filmrendező, producer
- augusztus 23. Pathó István – Jászai Mari-díjas színész
- augusztus 24. Karel Heřmánek – cseh színész
- augusztus 26. Mihályi Győző – Jászai Mari-díjas színművész
- augusztus 28. Dobray György – Balázs Béla-díjas filmrendező, forgatókönyvíró
- szeptember 5. Laurent Tirard – francia filmrendező
- szeptember 6. Hámori András – filmproducer
- szeptember 9.
  - Caterina Valente – olasz-francia színésznő
  - James Earl Jones – Oscar-életműdíjas amerikai színész
- szeptember 11. Chad McQueen – amerikai színész
- szeptember 13. Franca Bettoia – olasz színésznő
- szeptember 14. Jean-Michel Dupuis – francia színész
- szeptember 15. Geoffrey Hinsliff – angol színész
- szeptember 16. Barbara Leigh-Hunt – angol színésznő
- szeptember 20.
  - Cleo Sylvestre – angol színésznő
  - David Graham – angol színész
  - Kathryn Crosby – amerikai színésznő
- szeptember 25.
  - Szabados Tamás – operatőr
  - Pesitz Mónika – vajdasági magyar színésznő
- szeptember 26. John Ashton – amerikai színész
- szeptember 27. Maggie Smith – kétszeres Oscar-díjas angol színésznő
- szeptember 28.
  - Glauco Mauri – olasz színész
  - Kris Kristofferson – amerikai színész
  - Drake Hogestyn – amerikai színész
- szeptember 30.
  - Robert Watts – brit filmproducer
  - Ken Page – amerikai színész
  - Gavin Creel – Tony-díjas amerikai színész
- október 3. Michel Blanc – francia színész, filmrendező
- október 7. Nicholas Pryor – amerikai színész
- október 9.
  - Elisa Montés – spanyol színésznő
  - Pierre Vernier (színművész)Pierre Vernier – francia színész
- október 11.
  - Mario Morra – olasz filmvágó
  - Roger Browne – amerikai színész
- október 13. Věra Plívová-Šimková – cseh filmrendező, forgatókönyvíró
- október 14.
  - Jiří Hromada – cseh színész
  - Gyürki István – színész
- október 15. Antonio Skármeta – chilei forgatókönyvíró
- október 17.
  - Nisida Tosijuki – japán színész
  - Mitzi Gaynor – amerikai színésznő
- október 20.
  - Janusz Olejniczak – lengyel színész
  - Michael Newman – amerikai színész
- október 21.
  - Mimi Hines – kanadai színésznő
  - Christine Boisson – francia színésznő
- október 22.
  - Dick Pope – angol operatőr
  - Lynda Obst – amerikai filmproducer
- október 23. Jack Jones – amerikai színész
- október 24.
  - Jeri Taylor – amerikai forgatókönyvíró
  - Jadwiga Barańska – lengyel színésznő, forgatókönyvíró
- október 27. Lily Li – hongkongi színésznő
- október 28.
  - Elżbieta Zającówna – lengyel színésznő
  - Ulf Pilgaard – dán színész
  - Paul Morrissey – amerikai filmrendező
- október 29.
  - Suzanne Osten – svéd filmrendező, forgatókönyvíró
  - Teri Garr – amerikai színésznő
- október 30. Giovanni Cianfriglia – olasz színész
- november 2.
  - Alan Rachins – amerikai színész
  - Jonathan Haze – amerikai színész
- november 4. Forgács Gábor – színész
- november 6. Tony Todd – amerikai színész
- november 8.
  - June Spencer – angol színésznő
  - Helle Meri – észt színésznő
  - Geneviève Grad – francia színésznő
- november 9. Tatár Eszter – Jászai Mari-díjas színész
- november 12.
  - Timothy West – angol színész
  - Szong Dzserim – dél-koreai színész
  - Bent Mejding – dán színész
- november 15.
  - Jon Kenny – ír színész
  - Elena Caragiu – román színésznő
- november 16. Szvetlana Szvetlicsnaja – szovjet-orosz színésznő
- november 19. Colin Chilvers – Oscar-díjas angol filmrendező
- november 22. Jürgen Thormann – német színész
- november 24. Helen Gallagher – Tony-díjas amerikai színésznő
- november 25.
  - Earl Holliman – Golden Globe-díjas amerikai színész
  - Gianfranco Calligarich – olasz forgatókönyvíró
- november 26.
  - Scott L. Schwartz – amerikai színész
  - Karin Baal – Bambi-díjas német színésznő
  - Jim Abrahams – amerikai filmrendező, forgatókönyvíró, filmproducer
- november 27. Katinka Faragó – magyar származású svéd filmproducer
- november 28. Silvia Pinal – mexikói színésznő
- november 29.
  - Wayne Northrop – amerikai színész
  - Marshall Brickman – Oscar-díjas amerikai forgatókönyvíró
- december 1. Niels Arestrup – francia színész
- december 5.
  - Julie Stevens – angol színésznő
  - Christel Bodenstein – német színésznő
- december 6. Stanisław Tym – lengyel színész, forgatókönyvíró, filmrendező
- december 10.
  - María Socas – argentin színésznő
  - Michael Cole – amerikai színész
- december 12. Wolfgang Becker – német filmrendező, forgatókönyvíró
- december 13. Diane Delano – amerikai színésznő
- december 14. Mircea Diaconu – román színész
- december 17.
  - Szalai Györgyi – Balázs Béla-díjas filmrendező, forgatókönyvíró
  - Marisa Paredes – spanyol színésznő
- december 19. Margalida Castro – kolumbiai színésznő
- december 21.
  - Hudson Meek – amerikai gyerekszínész
  - Hannelore Hoger – Grimme-díjas német színésznő
  - Art Evans – amerikai színész
  - Michelle Botes – dél-afrikai színésznő
- december 23.
  - Angus MacInnes – kanadai színész
  - Shyam Benegal – indiai filmrendező, forgatókönyvíró
- december 25. Dulce – mexikói színésznő
- december 26. Ney Latorraca – brazil színész
- december 27.
  - Charles Shyer – amerikai filmrendező, forgatókönyvíró, filmproducer
  - Olivia Hussey – Golden Globe-díjas angol színésznő
  - Dayle Haddon – kanadai színésznő
- december 29. Linda Lavin – Tony-díjas amerikai színésznő